# 朝鮮総督府鉄道ミカサ形蒸気機関車

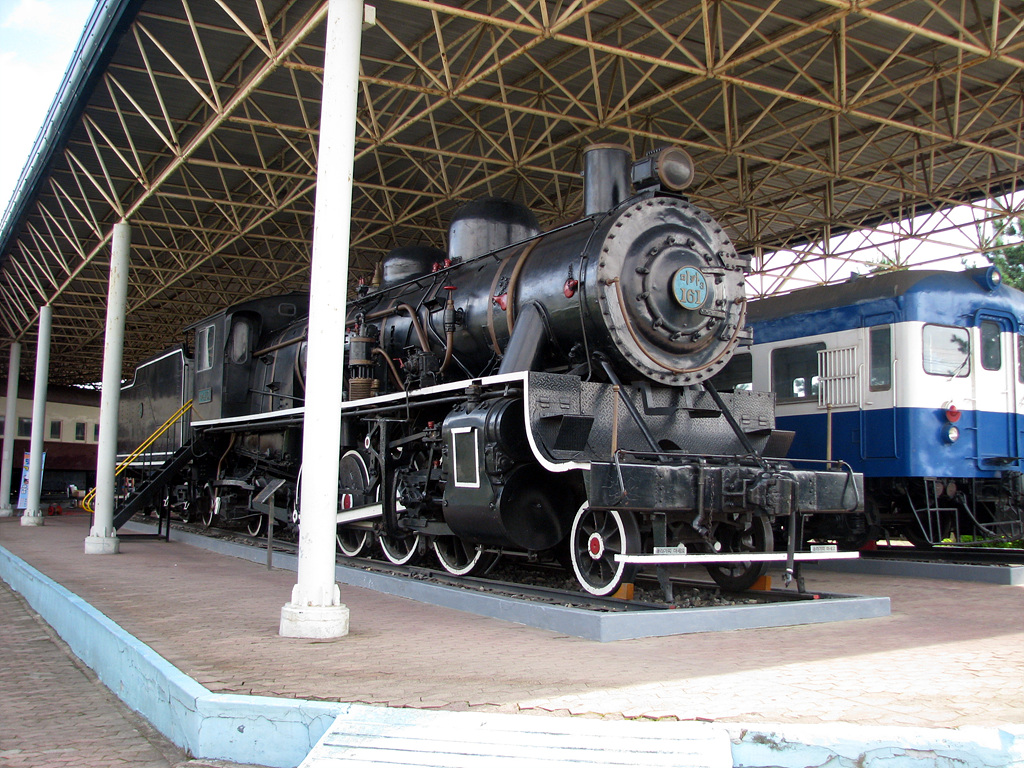
鉄道博物館（韓国）に保存されているミカ_{3}161

朝鮮総督府鉄道ミカサ形蒸気機関車は、かつて日本統治時代の朝鮮で朝鮮総督府鉄道が使用した貨物用テンダ式蒸気機関車である。形式称号の「ミカサ」とは、ホワイト式車輪配置2-8-2（日本式1D1、アメリカ式「ミカド」）の第3形式であることを意味する。

## 概要
1927年（昭和2年）から1945年（昭和20年）にかけて308両が日本及び朝鮮総督府鉄道工場で製造された、過熱式単式2気筒の朝鮮総督府鉄道を代表する貨物用蒸気機関車である。太平洋戦争終戦後に製造中であった5両が、1947年（昭和22年）に交易公団経由で納入されたほか、西鮮中央鉄道に8両、中国の華中鉄道に38両の同形機が納入されており、本形式は合計359両製造されたことになるが、終戦後の鉄道車両メーカーには見込み生産の仕掛品が多数放置されていたという。
本形式は、同時期に製作されたパシシ形やテホロ形とともに朝鮮総督府鉄道が独自に設計開発した最初の形式で、共通のデザインラインを持つほか、部品においても共通化を図っている。また、朝鮮の鉄道事情に十分配慮して設計されているため、非常に使いやすい機関車となった。特にボイラーは、朝鮮産の熱量の低い褐炭使用に対応して広火室としたほか、石炭の十分な燃焼を図るため、煙管数やその長さを減らして燃焼室を設けている。これによりボイラーの効率の向上が図られている。内地の蒸気機関車で燃焼室が採用されたのは、改造後の鉄道院9700形があり、その後は1943年（昭和18年）から製造されたD52形まで待つことになる。
形態的にはアメリカタイプであり、第1缶胴上に砂箱、第2缶胴上に蒸気ドームを設けている。ランボード前端部は円弧を描いて前端梁に繋がっており、煙室側面から前端梁にブレースが渡されているのが特徴的である。ボイラーの火室は、従輪上に置かれている。初期製造の27両とそれ以降の製造車では煙突と蒸気ドームの形態が若干異なり、炭水車の容量も石炭11t、水22.7m3から石炭12t、水28m3の大型のものになっている。炭水車は、ベッテンドルフ式ボギー台車を2個履く4軸式のものである。

## 製造
当初の形式称号は、ミカサ形と表記され、1938年（昭和13年）4月までに落成した70両は、1701 - 1770と付番された。1938年（昭和13年）の称号規程改正により形式に車番を付加する方式に変更されたため、ミカサ1 - ミカサ70に改番された。それ以降の落成車はこの方式により付番されている。

### 朝鮮総督府鉄道
- 1927年（昭和2年）
  - 1701 - 1708 → ミカサ1 - ミカサ8 : 汽車製造（製造番号 927 - 930, 961 - 964）
- 1928年（昭和3年）
  - 1709 - 1711 → ミカサ9 - ミカサ11 : 日本車輌製造（製造番号 207 - 209）
  - 1712 - 1714 → ミカサ12 - ミカサ14 : 日立製作所（製造番号 293 - 295）
  - 1715 - 1717 → ミカサ15 - ミカサ17 : 川崎車輛（製造番号 1251 - 1253）
  - 1718 - 1720 → ミカサ18 - ミカサ20 : 汽車製造（製造番号 1016 - 1018）
- 1930年（昭和5年） 
  - 1721 - 1727 → ミカサ21 - ミカサ27 : 朝鮮総督府鉄道京城工場（製造番号 8 - 14）
- 1935年（昭和10年）
  - 1728 - 1731 → ミカサ28 - ミカサ31 : 日立製作所（製造番号 614 - 617）
  - 1732 - 1735 → ミカサ32 - ミカサ35 : 汽車製造（製造番号 1331 - 1334）
- 1936年（昭和11年）
  - 1736 - 1742 → ミカサ36 - ミカサ42 : 汽車製造（製造番号 1382 - 1388）
- 1937年（昭和12年）
  - 1743 - 1747 → ミカサ43 - ミカサ47 : 川崎車輛（製造番号 1844 - 1848）
  - 1752 - 1765 → ミカサ52 - ミカサ65 : 汽車製造（製造番号 1507 - 1514, 1526 - 1531）
- 1938年（昭和13年）
  - 1748 - 1751 → ミカサ48 - ミカサ51 : 日本車輌製造（製造番号 514 - 517）
  - 1766 - 1770 → ミカサ66 - ミカサ70 : 汽車製造（製造番号 1539 - 1543）
  - ミカサ81 - ミカサ93 : 汽車製造（製造番号 1643 - 1647, 1656 - 1663）
- 1939年（昭和14年）
  - ミカサ71 - ミカサ75 : 日本車輌製造（製造番号 607 - 611）
  - ミカサ76 - ミカサ80 : 川崎車輛（製造番号 2118 - 2122）
  - ミカサ94 - ミカサ99 : 汽車製造（製造番号 1672 - 1677）
  - ミカサ100 - ミカサ103 : 日立製作所（製造番号 1036 - 1039）
  - ミカサ104 - ミカサ109 : 汽車製造（製造番号 1766 - 1771）
- 1940年（昭和15年）
  - ミカサ110 - ミカサ129 : 汽車製造（製造番号 1896 - 1905, 1936 - 1945）
  - ミカサ130 - ミカサ147 : 日立製作所（製造番号 1171 - 1188）
  - ミカサ148 - ミカサ172 : 日本車輌製造（製造番号 817 - 841）
  - ミカサ173 - ミカサ179 : 朝鮮総督府鉄道京城工場（製造番号 64 - 70）
  - ミカサ180 - ミカサ186 : 汽車製造（製造番号 1960 - 1966）
  - ミカサ187 - ミカサ191 : 日立製作所（製造番号 1324 - 1328）
  - ミカサ192 - ミカサ196 : 日本車輌製造（製造番号 842 - 846）
- 1941年（昭和16年）
  - ミカサ197 - ミカサ208 : 汽車製造（製造番号 2049 - 2054, 2156 - 2161）
- 1942年（昭和17年）
  - ミカサ209 - ミカサ216 : 汽車製造（製造番号 2209 - 2216）
  - ミカサ223 - ミカサ228 : 日本車輌製造（製造番号 1029 - 1034）
  - ミカサ248 - ミカサ278 : 日立製作所（製造番号 1621 - 1627, 1704 - 1727）
- 1943年（昭和18年）
  - ミカサ217 - ミカサ222 : 汽車製造（製造番号 2266 - 2271）
  - ミカサ229 - ミカサ244 : 日本車輌製造（製造番号 1142 - 1151, 1176 - 1181）
- 1944年（昭和19年）
  - ミカサ245 - ミカサ247 : 日本車輌製造（製造番号 1261 - 1263）
  - ミカサ279 - ミカサ297 : 日立製作所（製造番号 1728, 1848 - 1855, 1945 - 1954）
  - ミカサ303 - ミカサ313 : 日本車輌製造（製造番号 1332 - 1342）
- 1946年（昭和21年） - 1947年（昭和22年）…交易公団経由
  - ミカサ298 - ミカサ302 : 日立製作所（製造番号 2022 - 2026）

### 西鮮中央鉄道
- 1943年（昭和18年）
  - 201, 202 : 日立製作所（製造番号 1457, 1458）
- 1944年（昭和19年）
  - 203 - 206 : 汽車製造（製造番号 2227 - 2230）
  - 207, 208 : 日本車輌製造（製造番号 1213, 1214）

### 華中鉄道
- 1943年（昭和18年）
  - ミカサ11 - ミカサ15 : 汽車製造（製造番号 2217 - 2221）
  - ミカサ16 - ミカサ19 : 日立製作所（製造番号 1392 - 1395）
  - ミカサ110 - ミカサ113 : 日立製作所（製造番号 1478 - 1481）
  - ミカサ119 - ミカサ128 : 日本車輌製造（製造番号 1193 - 1202）
- 1944年（昭和19年）
  - ミカサ114 - ミカサ118 : 汽車製造（製造番号 2222 - 2226）
  - ミカサ129 - ミカサ137, ミカサ320 : 日立製作所（製造番号 1729 - 1733, 1872 - 1875, 1871）

## 主要諸元
- 全長 : 22,094mm
- 全高 : 4,507mm
- 軌間 : 1,435mm
- 車軸配置 : 2-8-2(1D1)
- 動輪直径 : 1,450mm
- 弁装置 : ワルシャート式
- シリンダー（直径×行程） : 580mm×710mm
- ボイラー圧力 : 13.0kg/cm²
- 火格子面積 : 4.75m²
- 全伝熱面積 : 175.1m²
- 過熱伝熱面積 : 61.5m²
- 煙管蒸発伝熱面積 : 56.13m²
- 火室蒸発伝熱面積 : 15.4m²
- 大煙管（直径×長サ×数） : 137mm×4,968mm×28本
- 小煙管（直径×長サ×数） : 51mm×4,968mm×118本
- 機関車運転整備重量 : 90.65t
- 機関車空車重量 : 80.70t
- 機関車動輪上重量（運転整備時） : 69.45t
- 炭水車運転整備重量 : 58.70t
- 炭水車空車重量 : 25.0t
- 水タンク容量 : 22.7m³
- 燃料積載量 : 11.0t
- 最大シリンダー牽引力 : 18,250kg
- 最大粘着牽引力 : 15,430kg
- ブレーキ装置 : 空気ブレーキ、手用ブレーキ

## 運用
本形式は、貨物用および勾配線用の標準機関車として、京釜線や京義線といった幹線系線区を中心に、朝鮮全土で使用された。太平洋戦争中に、北鮮で大規模な電源開発がなされ、一大工業地帯に変貌すると、それによって輸送量が急激に伸びた京元線や咸鏡線に大量に投入された。西鮮中央鉄道への投入もその一環である。しかし、輸送量の伸びに本形式の製造が追いつかず、南満州鉄道からミカロ形を借り入れてしのぐほどであった。
戦後は南北朝鮮に分かれ、朝鮮戦争の戦禍を経て大韓民国（韓国）および朝鮮民主主義人民共和国（北朝鮮）の国鉄に継承された。韓国では미카3形（ミカ3形）として1960年代まで運用された。北朝鮮では1990年代まで運用されたが、詳細や現況は明らかでない。
華中鉄道の本形式は、そのまま中華民国国鉄に接収され、その後中華人民共和国国鉄に引き継がれた。1951年には解放9型（JF93671 - 3705（新旧番号対照不詳））に改称され、1990年代まで使用された。

## 保存
ミカ3形は、韓国国内で4両が静態保存されている。その状況は次のとおりである。
- ミカ3129（大韓民国登録文化財第415号） - 大田広域市 国立大田顕忠院（韓国鉄道公社大田鉄道車両整備団より貸出）
- ミカ3161 - 京畿道義王市 鉄道博物館
- ミカ3244 - 京畿道坡州市 臨津閣
- ミカ3304（大韓民国登録文化財第414号） - 済州特別自治道済州市 三無公園

上記のうちミカ3129は、無煙化達成後も動態保存され、5月5日の子供の日にソウル駅と鉄道博物館のある富谷駅（現在の義王駅）の間で、子どもを乗せた客車を牽引していたが、1994年に老朽化のため中国製の新製車（901形）に置き換えられた。
中国では、解放9型JF93673が中国鉄道博物館に保存されている。